# Dongfeng, Fujian
Dongfeng (kinesiska: 东峰) är en köping i sydöstra Kina. Den ligger i Jian'ou i staden Nanping i provinsen Fujian, omkring 140 kilometer nordväst om provinshuvudstaden Fuzhou. Antalet invånare är 31 601. Befolkningen består av 15 263 kvinnor och 16 338 män. Barn under 15 år utgör 17,0 %, vuxna 15-64 år 73 %, och äldre över 65 år 9,0 %.